# Druckwelle
Eine Druckwelle, Kompressionswelle, Dichtewelle oder Verdichtungswelle ist eine Longitudinalwelle in einem Fluid oder Festkörper. Kurzzeitige Schwankungen des Drucks in einem Medium pflanzen sich als Wellenfront fort. Mit einer Schwankung des Drucks geht eine Schwankung der Dichte einher. Daher werden die Wellen sowohl Druck- als auch Dichtewellen genannt.

Eine Stoßwelle durchquert ein zweidimensionales Gitter.

Druckwelle einer Vulkan-Eruption (siehe unten rechts).

Je nach Art der Druckänderung wird dabei unterschieden zwischen
- akustischen Wellen (Schallwellen) mit geringer bis mäßiger Amplitude (im Vergleich zum Umgebungsdruck) und stetigem zeitlichem Druckverlauf sowie
- Stoßwellen, bei denen sich der Druck sprunghaft ändert und die Amplitude zumeist vergleichsweise groß ist (z. B. ein Mehrfaches des Umgebungsdrucks). Beispiele hierfür sind Detonationswellen und der Machsche Kegel.

In der Astrophysik kennt man die Dichtewellentheorie, wonach Dichtewellen die Bildung von Balken-, Spiral- und Balkenspiralformen in einer Galaxie bewirken. Eine Dichtewelle wird aufgrund einer Geschwindigkeitsdispersion einer Welle im thermischen Gas und einer Potentialwelle erzeugt, indem das Gas in die Potentialminima fällt und sich dort verdichtet.
Populär werden vor allem Explosionswellen (Detonationswellen) als Druckwellen bezeichnet. Umgangssprachlich wird der Begriff auch für beliebige kurzzeitige Windstöße verwendet, etwa für den Luftstoß einer Lawine oder eines vorbeifahrenden großen Fahrzeugs; physikalisch handelt es sich dabei jedoch nicht um Wellen, sondern um kurzzeitige Strömungen.